# Bašta (Starý Kolín)
Bašta (německy Baschta) je vesnice, část obce Starý Kolín v okrese Kolín. Tvoří severovýchodní část obce.

## Historie
První písemná zmínka o vesnici pochází z roku 1630. V letech 1850–1950 a od 1. ledna 1980 se vesnice stala součástí obce Starý Kolín.

## Další fotografie

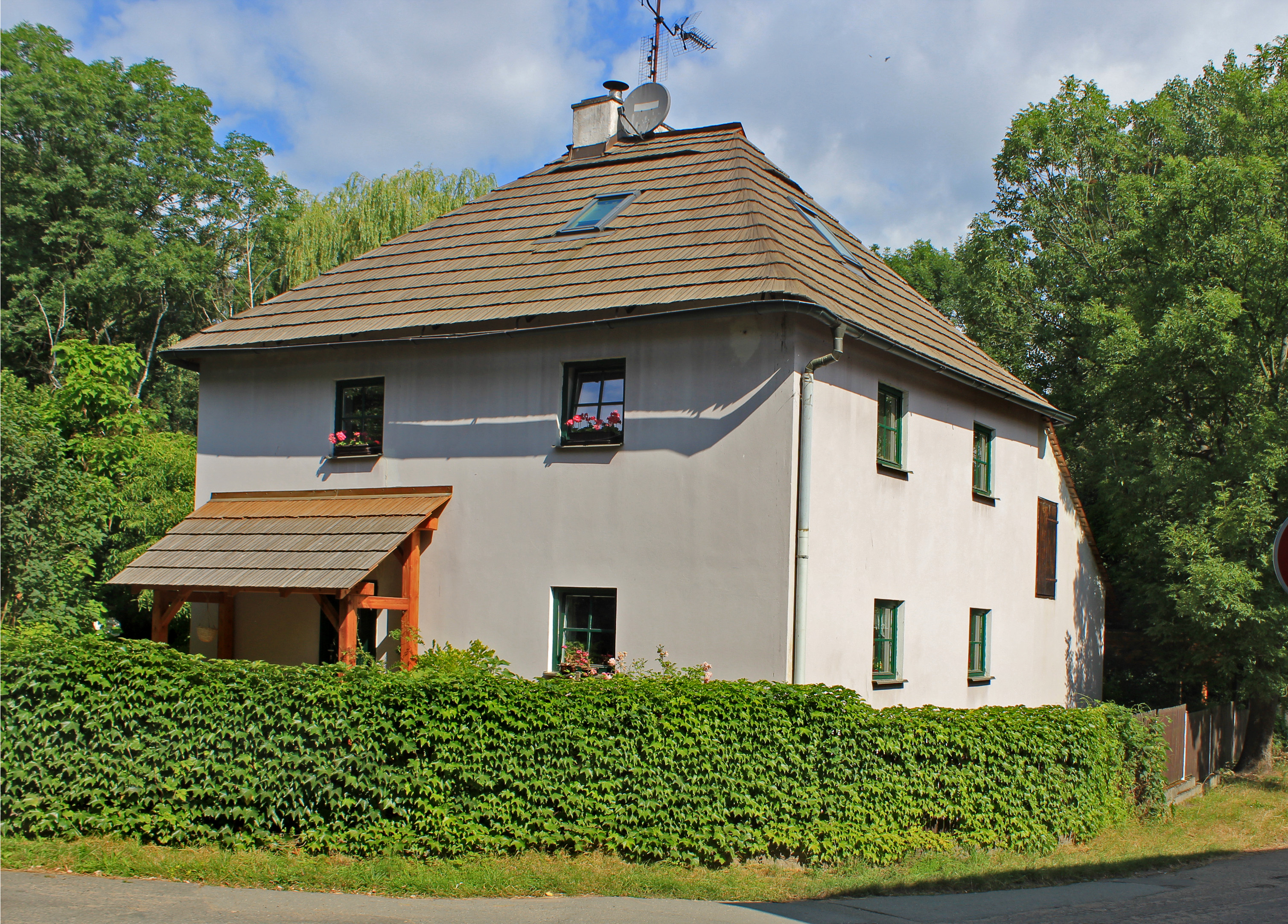
Mědihamr
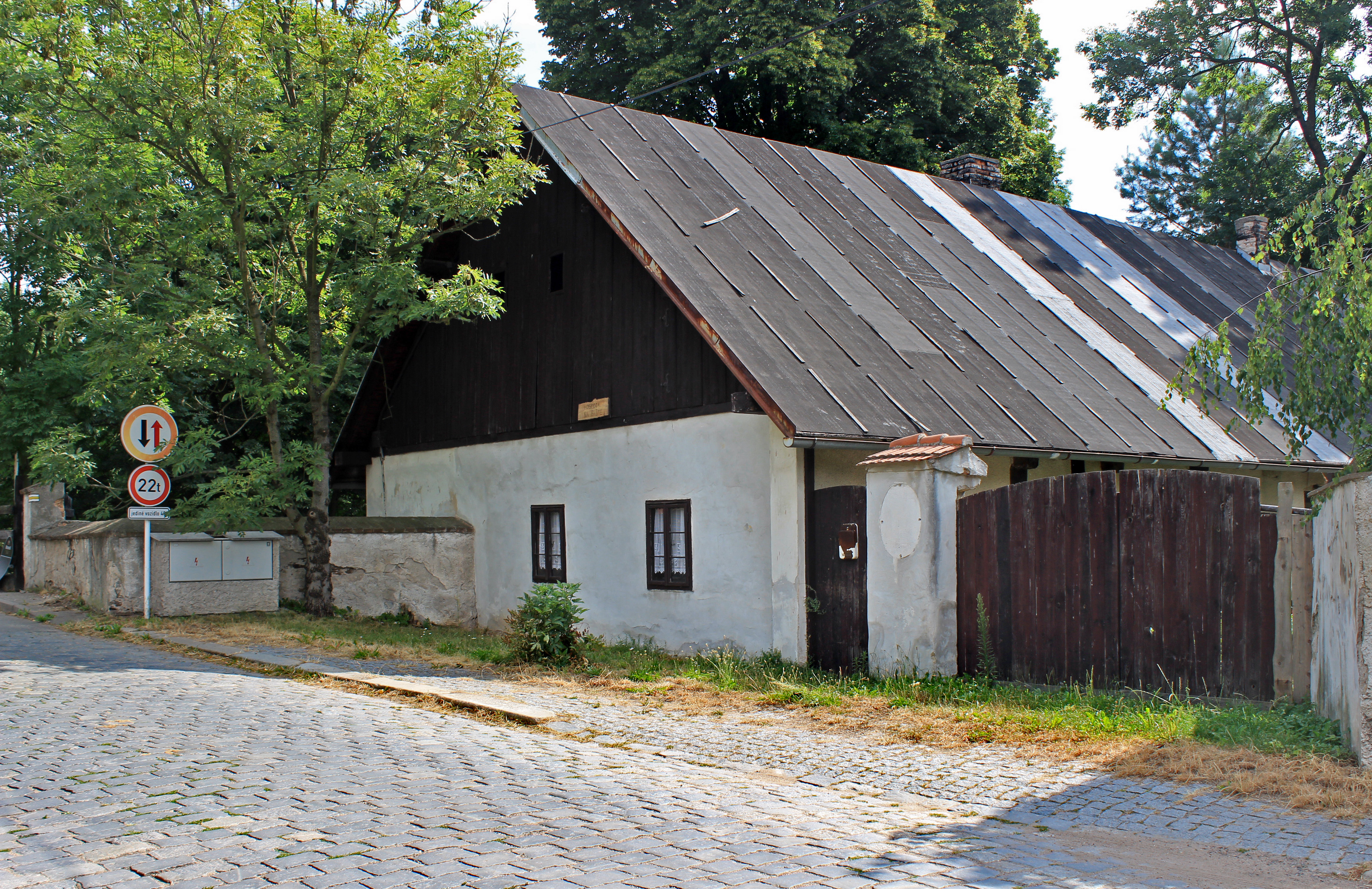
Vorařská hospoda
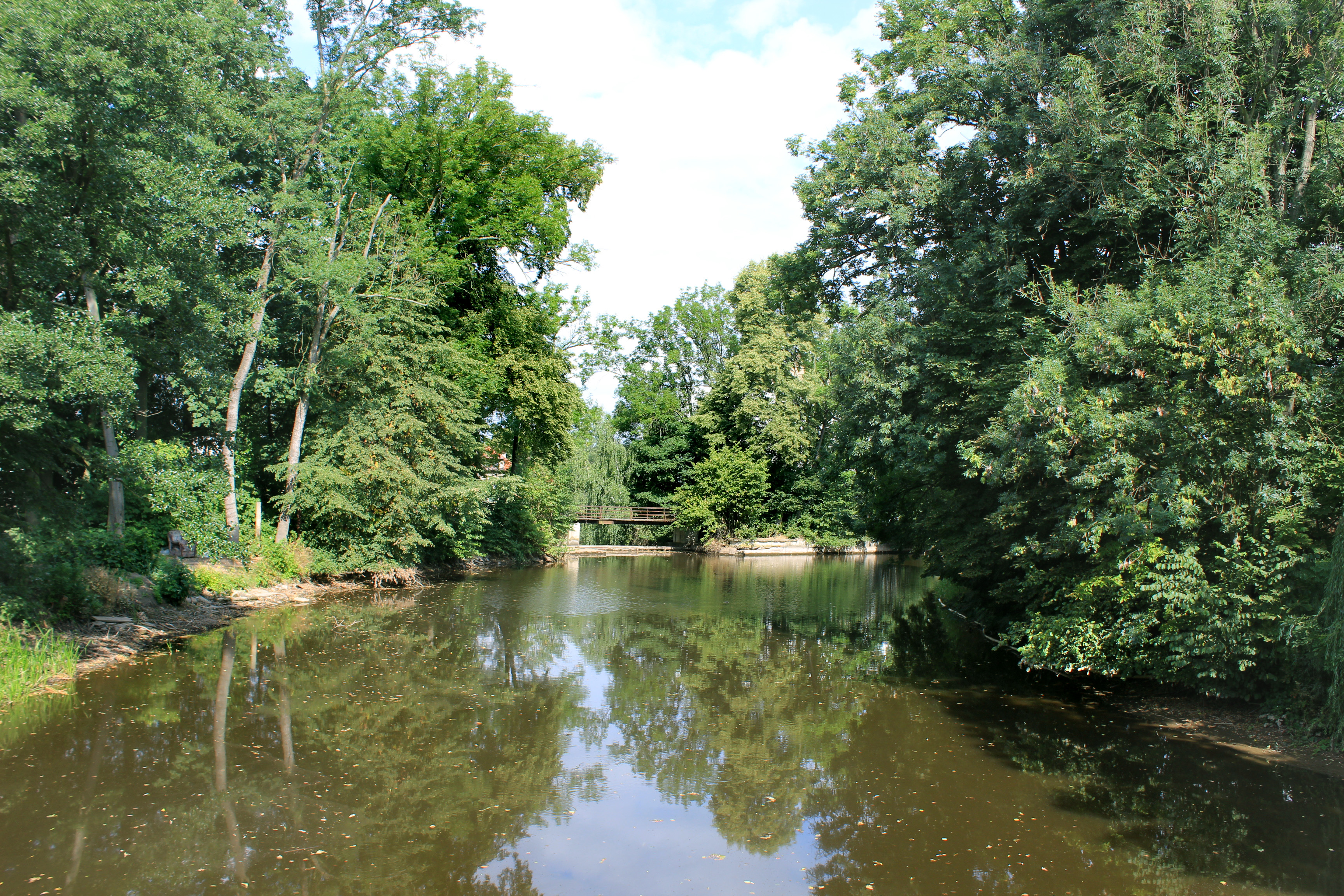
Černá struha – bývalé rameno Labe